# Етнофілософія
Етнофілософія — міждисциплінарна галузь знання, що досліджує філософію як складову етнонаціональної духовної культури, особливості світоглядних, етичних та естетичних уявлень певного етносу, національних філософських традицій. Етнофілософія дивиться всередину культури народу, намагаючись сформулювати теми для філософського розвитку.

## Історія
Вперше термін «етнофілософія» представил Паулін Хоунтонджі в 1970 році.